# Grand Prix Formule 1 van de Verenigde Staten 2013
De Grand Prix Formule 1 van de Verenigde Staten 2013 werd gehouden op 17 november 2013 op het Circuit of the Americas. Het was de achttiende race van het kampioenschap.

## Wedstrijdverslag

### Achtergrond

#### DRS-systeem
Voor het DRS-systeem worden er twee DRS-zones gebruikt. De eerste zone ligt op het rechte stuk van start-finish tussen bocht 20 en bocht 1, het detectiepunt voor deze zone bevindt zich vlak na bocht 19. De tweede zone ligt op het rechte stuk tussen bocht 11 en bocht 12, het detectiepunt voor deze zone bevindt zich tussen bocht 10 en bocht 11. De DRS gaat alleen open als een coureur zich op het de detectiepunt binnen een seconde afstand van zijn voorganger bevindt.

#### Rugoperatie Räikkönen
De Finse Lotus-coureur Kimi Räikkönen maakte in de week voorafgaand aan deze Grand Prix bekend dat hij de laatste twee races van het seizoen niet meer in actie komt vanwege een rugoperatie. Zijn landgenoot Heikki Kovalainen is aangesteld als zijn vervanger, na een groot deel van het seizoen testcoureur te zijn geweest bij Caterham.

### Kwalificatie
Sebastian Vettel behaalde voor Red Bull Racing zijn achtste pole position van het seizoen. Zijn teamgenoot Mark Webber start naast hem op de eerste startrij. Romain Grosjean kwalificeerde zich voor Lotus op de derde plaats, voor de sterk rijdende Sauber-coureur Nico Hülkenberg. Lewis Hamilton werd voor Mercedes vijfde in de kwalificatie, waarmee hij de Ferrari van Fernando Alonso achter zich hield. Sergio Pérez werd voor McLaren zevende, waarmee hij de terugkerende Heikki Kovalainen voorbleef. Valtteri Bottas kwalificeerde zich voor Williams sterk op de negende plaats voor de Sauber van Esteban Gutiérrez.
In de eerste vrije training haalde McLaren-coureur Jenson Button andere coureurs in terwijl er met de rode vlag gezwaaid werd. Dit is echter verboden en Button kreeg hiervoor drie startplaatsen straf op de grid. Ook Caterham-coureur Charles Pic krijgt een gridstraf, hij ontving vijf plaatsen straf voor het wisselen van zijn versnellingsbak. Esteban Gutiérrez hield ten slotte in de eerste kwalificatie de Williams van Pastor Maldonado op, waardoor hij tien startplaatsen verliest.

### Race

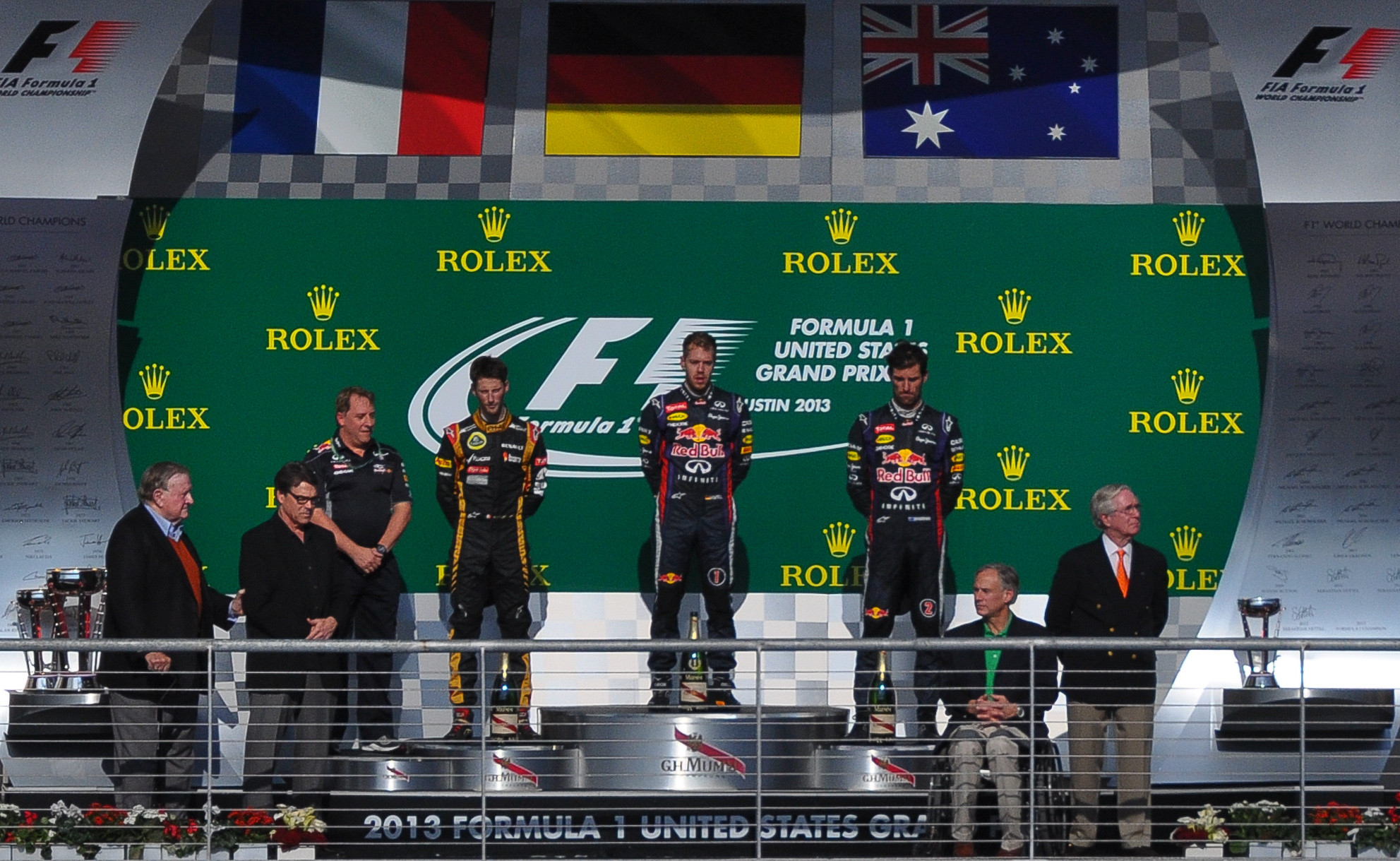
Het podium

Sebastian Vettel zorgde voor een record door in 2013 zijn achtste race op rij te winnen. Hiermee brak hij het record van Alberto Ascari en Michael Schumacher. Romain Grosjean finishte als tweede gevolgd door Mark Webber op de derde plaats. Lewis Hamilton en Fernando Alonso en Nico Hülkenberg eindigden respectievelijk op de vierde, vijfde en zesde plaats. De zevende plaats was voor Sergio Pérez. Valtteri Bottas eindigde als achtste, wat hem zijn eerste WK-punten in de Formule 1 opleverde. De laatste punten gingen naar de Mercedes van Nico Rosberg en de McLaren van Jenson Button.
Toro Rosso-coureur Jean-Éric Vergne kreeg na afloop van de race twintig seconden tijdstraf na een botsing met Esteban Gutiérrez. Hierdoor werd hij niet als twaalfde, maar als zestiende geklasseerd.

## Vrije trainingen
- Er wordt enkel de top 5 weergegeven.

| Vrije training 1 | Pos | No | Coureur           | Constructeur            | Tijd     |
| ---------------- | --- | -- | ----------------- | ----------------------- | -------- |
| Vrije training 1 | 1   | 3  | Fernando Alonso   | Ferrari                 | 1:38.343 |
| Vrije training 1 | 2   | 5  | Jenson Button     | McLaren-Mercedes        | 1:38.371 |
| Vrije training 1 | 3   | 17 | Valtteri Bottas   | Williams-Renault        | 1:38.388 |
| Vrije training 1 | 4   | 12 | Esteban Gutiérrez | Sauber-Ferrari          | 1:38.532 |
| Vrije training 1 | 5   | 9  | Nico Rosberg      | Mercedes                | 1:38.657 |
| Vrije training 2 | Pos | No | Coureur           | Constructeur            | Tijd     |
| Vrije training 2 | 1   | 1  | Sebastian Vettel  | Red Bull Racing-Renault | 1:37.305 |
| Vrije training 2 | 2   | 2  | Mark Webber       | Red Bull Racing-Renault | 1:37.420 |
| Vrije training 2 | 3   | 9  | Nico Rosberg      | Mercedes                | 1:37.785 |
| Vrije training 2 | 4   | 10 | Lewis Hamilton    | Mercedes                | 1:37.958 |
| Vrije training 2 | 5   | 7  | Heikki Kovalainen | Lotus-Renault           | 1:38.073 |
| Vrije training 3 | Pos | No | Coureur           | Constructeur            | Tijd     |
| Vrije training 3 | 1   | 1  | Sebastian Vettel  | Red Bull Racing-Renault | 1:36.733 |
| Vrije training 3 | 2   | 2  | Mark Webber       | Red Bull Racing-Renault | 1:36.936 |
| Vrije training 3 | 3   | 10 | Lewis Hamilton    | Mercedes                | 1:37.064 |
| Vrije training 3 | 4   | 11 | Nico Hülkenberg   | Sauber-Ferrari          | 1:37.272 |
| Vrije training 3 | 5   | 8  | Romain Grosjean   | Lotus-Renault           | 1:37.345 |

Testcoureurs:

- Daniil Kvjat (STR-Ferrari, P17)
- Alexander Rossi (Caterham-Renault, P19)
- Rodolfo González (Marussia-Cosworth, P22)

## Kwalificatie
| Pos                 | No | Coureur             | Constructeur            | Q1       | Q2       | Q3       | Grid |
| ------------------- | -- | ------------------- | ----------------------- | -------- | -------- | -------- | ---- |
| 1                   | 1  | Sebastian Vettel    | Red Bull Racing-Renault | 1:38.516 | 1:37.065 | 1:36.338 | 1    |
| 2                   | 2  | Mark Webber         | Red Bull Racing-Renault | 1:38.161 | 1:37.312 | 1:36.441 | 2    |
| 3                   | 8  | Romain Grosjean     | Lotus-Renault           | 1:38.676 | 1:37.523 | 1:37.155 | 3    |
| 4                   | 11 | Nico Hülkenberg     | Sauber-Ferrari          | 1:38.339 | 1:37.828 | 1:37.296 | 4    |
| 5                   | 10 | Lewis Hamilton      | Mercedes                | 1:37.959 | 1:37.854 | 1:37.345 | 5    |
| 6                   | 3  | Fernando Alonso     | Ferrari                 | 1:38.929 | 1:37.368 | 1:37.376 | 6    |
| 7                   | 6  | Sergio Pérez        | McLaren-Mercedes        | 1:38.367 | 1:38.040 | 1:37.452 | 7    |
| 8                   | 7  | Heikki Kovalainen   | Lotus-Renault           | 1:38.375 | 1:38.078 | 1:37.715 | 8    |
| 9                   | 17 | Valtteri Bottas     | Williams-Renault        | 1:37.821 | 1:37.439 | 1:37.836 | 9    |
| 10                  | 12 | Esteban Gutiérrez   | Sauber-Ferrari          | 1:38.082 | 1:38.031 | 1:38.034 | 20   |
| 11                  | 19 | Daniel Ricciardo    | STR-Ferrari             | 1:38.882 | 1:38.131 |          | 10   |
| 12                  | 14 | Paul di Resta       | Force India-Mercedes    | 1:38.894 | 1:38.139 |          | 11   |
| 13                  | 5  | Jenson Button       | McLaren-Mercedes        | 1:38.588 | 1:38.217 |          | 15   |
| 14                  | 9  | Nico Rosberg        | Mercedes                | 1:38.743 | 1:38.364 |          | 12   |
| 15                  | 4  | Felipe Massa        | Ferrari                 | 1:39.094 | 1:38.592 |          | 13   |
| 16                  | 18 | Jean-Éric Vergne    | STR-Ferrari             | 1:38.880 | 1:41.696 |          | 14   |
| 17                  | 15 | Adrian Sutil        | Force India-Mercedes    | 1:39.250 |          |          | 16   |
| 18                  | 16 | Pastor Maldonado    | Williams-Renault        | 1:39.351 |          |          | 17   |
| 19                  | 21 | Giedo van der Garde | Caterham-Renault        | 1:40.491 |          |          | 18   |
| 20                  | 22 | Jules Bianchi       | Marussia-Cosworth       | 1:40.528 |          |          | 19   |
| 21                  | 20 | Charles Pic         | Caterham-Renault        | 1:40.596 |          |          | 22   |
| 22                  | 23 | Max Chilton         | Marussia-Cosworth       | 1:41.401 |          |          | 21   |
| 107% tijd: 1:44.668 |    |                     |                         |          |          |          |      |

## Race
| Pos | No | Coureur             | Constructeur            | Rondes | Tijd/Oorzaak uitval | Grid | Punten |
| --- | -- | ------------------- | ----------------------- | ------ | ------------------- | ---- | ------ |
| 1   | 1  | Sebastian Vettel    | Red Bull Racing-Renault | 56     | 1:39:17.148         | 1    | 25     |
| 2   | 8  | Romain Grosjean     | Lotus-Renault           | 56     | +6.284              | 3    | 18     |
| 3   | 2  | Mark Webber         | Red Bull Racing-Renault | 56     | +8.396              | 2    | 15     |
| 4   | 10 | Lewis Hamilton      | Mercedes                | 56     | +27.358             | 5    | 12     |
| 5   | 3  | Fernando Alonso     | Ferrari                 | 56     | +29.592             | 6    | 10     |
| 6   | 11 | Nico Hülkenberg     | Sauber-Ferrari          | 56     | +30.400             | 4    | 8      |
| 7   | 6  | Sergio Pérez        | McLaren-Mercedes        | 56     | +46.692             | 7    | 6      |
| 8   | 17 | Valtteri Bottas     | Williams-Renault        | 56     | +54.509             | 9    | 4      |
| 9   | 9  | Nico Rosberg        | Mercedes                | 56     | +59.141             | 12   | 2      |
| 10  | 5  | Jenson Button       | McLaren-Mercedes        | 56     | +1:17.278           | 15   | 1      |
| 11  | 19 | Daniel Ricciardo    | STR-Ferrari             | 56     | +1:21.004           | 10   |        |
| 12  | 4  | Felipe Massa        | Ferrari                 | 56     | +1:26.914           | 13   |        |
| 13  | 12 | Esteban Gutiérrez   | Sauber-Ferrari          | 56     | +1:31.707           | 20   |        |
| 14  | 7  | Heikki Kovalainen   | Lotus-Renault           | 56     | +1:35.063           | 8    |        |
| 15  | 14 | Paul di Resta       | Force India-Mercedes    | 56     | +1:36.853           | 11   |        |
| 16  | 18 | Jean-Éric Vergne    | STR-Ferrari             | 56     | +1:44.574           | 14   |        |
| 17  | 16 | Pastor Maldonado    | Williams-Renault        | 55     | +1 ronde            | 17   |        |
| 18  | 22 | Jules Bianchi       | Marussia-Cosworth       | 55     | +1 ronde            | 19   |        |
| 19  | 21 | Giedo van der Garde | Caterham-Renault        | 55     | +1 ronde            | 18   |        |
| 20  | 20 | Charles Pic         | Caterham-Renault        | 55     | +1 ronde            | 22   |        |
| 21  | 23 | Max Chilton         | Marussia-Cosworth       | 54     | +2 ronden           | 21   |        |
| DNF | 15 | Adrian Sutil        | Force India-Mercedes    | 0      | Ongeluk             | 16   |        |

## Standen na de Grand Prix

### Coureurs
| Positie | Nummer | Rijder           | Team                    | Punten |
| ------- | ------ | ---------------- | ----------------------- | ------ |
| 1       | 1      | Sebastian Vettel | Red Bull Racing-Renault | 372    |
| 2       | 3      | Fernando Alonso  | Ferrari                 | 227    |
| 3       | 10     | Lewis Hamilton   | Mercedes                | 187    |
| 4       | 7*     | Kimi Räikkönen   | Lotus-Renault           | 183    |
| 5       | 2      | Mark Webber      | Red Bull Racing-Renault | 181    |

* Voor zijn blessure reed Kimi Räikkönen met startnummer 7.

### Constructeurs
| Positie | Nummers | Team                    | Rijders                           | Punten |
| ------- | ------- | ----------------------- | --------------------------------- | ------ |
| 1       | 1 2     | Red Bull Racing-Renault | Sebastian Vettel Mark Webber      | 553    |
| 2       | 9 10    | Mercedes                | Nico Rosberg Lewis Hamilton       | 348    |
| 3       | 5 6     | Ferrari                 | Fernando Alonso Felipe Massa      | 333    |
| 4       | 7 8     | Lotus-Renault           | Heikki Kovalainen Romain Grosjean | 315    |
| 5       | 5 6     | McLaren-Mercedes        | Jenson Button Sergio Pérez        | 102    |